# Ardón (rey)
Ardón o Ardo aparece como último rey visigodo en una lista, y se supone que reinó en la Septimania entre 713 y 720.

## Contexto histórico
La Chronica regum Visigothorum registra los nombres de los reyes visigodos y los años de sus reinados. Después de la entronización de Ervigio los manuscritos difieren en la continuación de los siguientes reyes. La Continuatio codicis C Parisini que consta en un manuscrito del siglo XII no menciona a Rodrigo e indica que a Witiza le sucedió Agila II y después de tres años le sucedió Ardón. Ni en la Crónica mozárabe ni en las crónicas asturianas posteriores: la Crónica albeldense y la Crónica de Alfonso III, se hace mención a Agila II o Ardón, tampoco en las crónicas árabes. Se da la situación que las crónicas escritas en la zona de influencia de Agila II —Narbonense y Tarraconense, según la distribución de las monedas acuñadas a su nombre— desconocieron la existencia de Rodrigo, hasta pasada la mitad del siglo XIII cuando se tradujo la obra del obispo Rodrigo Jiménez de Rada.
Después de la debacle del ejército visigodo del rey Rodrigo, y muerte del propio monarca en la batalla de Guadalete, los árabes emprendieron la conquista del reino visigodo. 
El final del reinado de Agila II puede datarse con las victorias árabes en el valle del Ebro y en Zaragoza, de modo que es posible que muriera luchando en 713. Tras ello fue elegido Ardón como rey, al que la crónica le asigna un reinado de siete años.
En 716 los árabes comandados por el valí Al-Hurr cruzaron los Pirineos e invadieron la Narbonense, la campaña fue continuada por su sucesor As-Samh, quien finalmente completó la conquista de la Narbonense en 720. Ardón podría haber muerto luchando entonces.
| Predecesor: Agila II | Rey de los Visigodos 713 - 720 | Sucesor: Al-Samh ibn Malik al-Khawlani (valí de al-Ándalus) |